# لوکوموتیو سری جی‌ئی یو۳۰سی
لوکوموتیو سری جی‌ئی یو۳۰سی (انگلیسی: GE U30C) یکی از موفقیتهای جنرال الکتریک در تولید مدل رودویچر بوده که ۶۰۰تا از آنها را فروخته بود. GE U30C یک نوع لوکوموتیو مطلوب برای مشتریانی بود که نمی‌توانستند آن نوع قبلی ئی‌ام‌دی اس‌دی۴۰ را از شرکت الکترو-موتیو دیزل بخاطر پس افت‌هایش بخرند.
در طول ۱۰ سالی که این مدل به‌وجود آمده بخاطر سیستم الکترونیکی‌اش معروف شده‌است.
با این وجود خیلی از شرکت‌های راه‌آهن ترجیح می‌دادند بخاطر قدرت کشش مدل 752 DC آنرا خریداری کنند؛ ولی از سال ۱۹۸۸ درخواستهای خرید GE U30C را دادند. آخرین مدل آن با ۷ خصوصیت بیشتر به نام GE C30-7 می‌باشد.

## نگارخانه

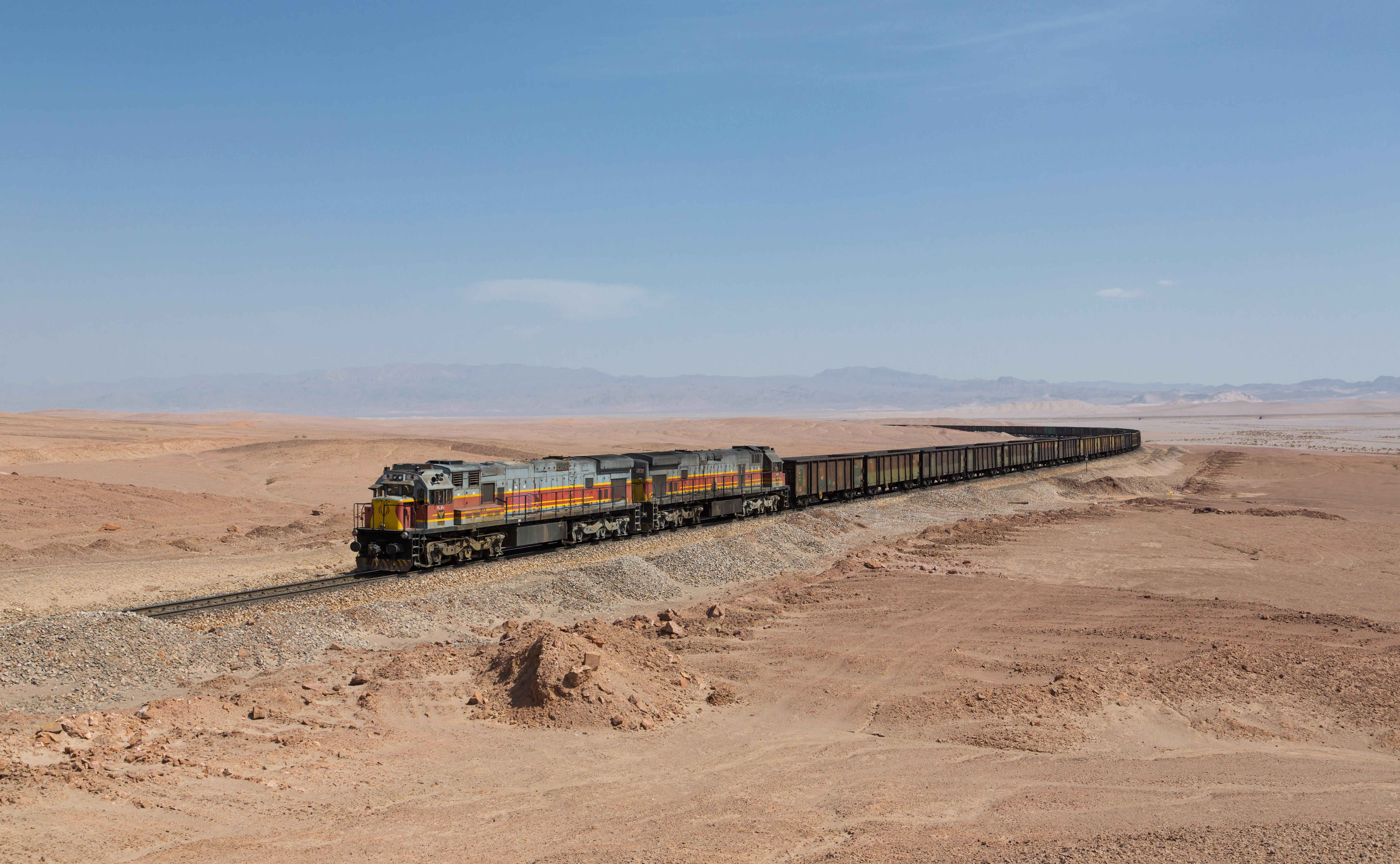
نگاره‌ای از یک لوکوموتیو سری جی‌ئی یو۳۰سی متعلق به راه‌آهن ایران در حال انتقال بار سنگ آهن در منطقه‌ای بین بافق و یزد.
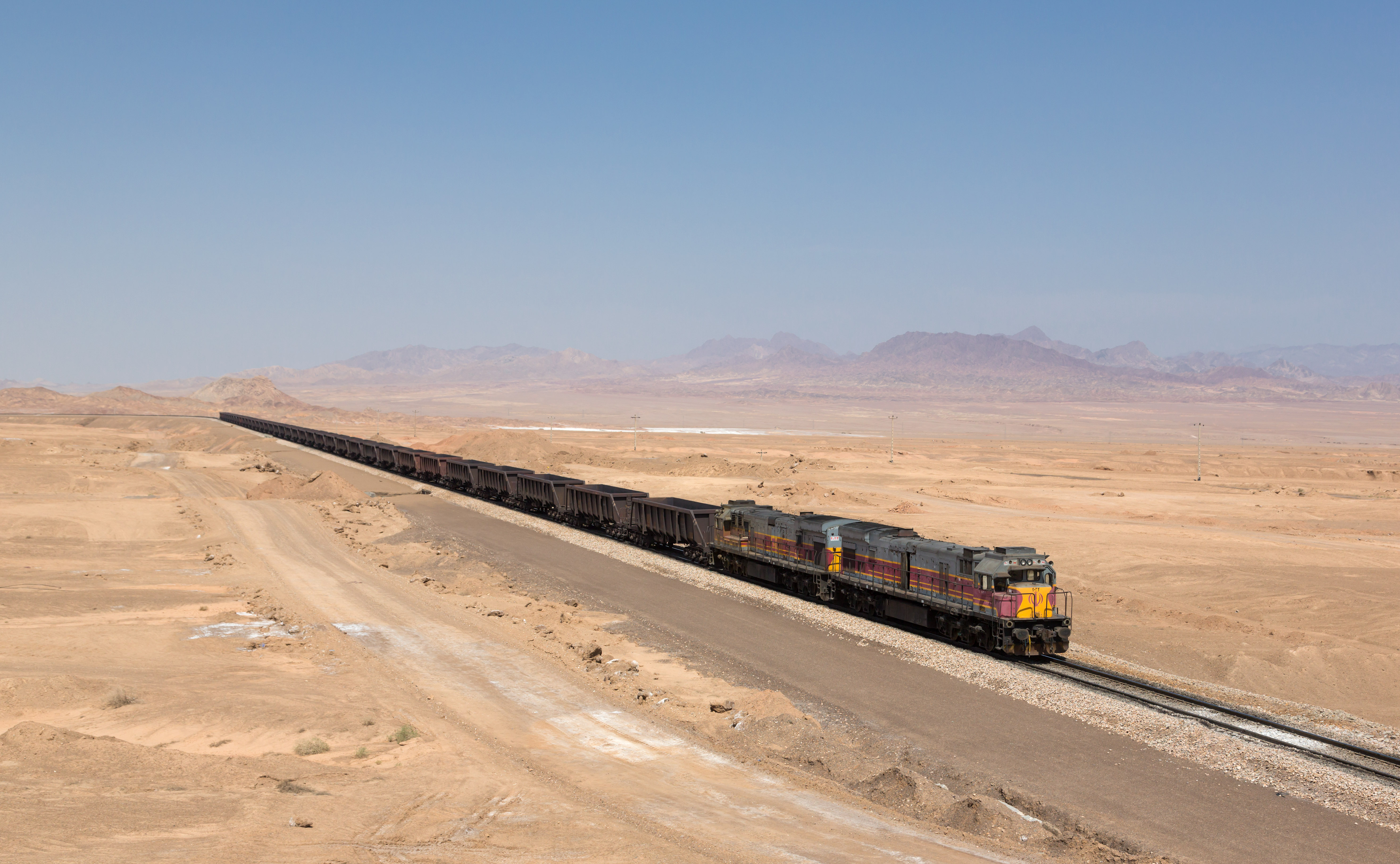
نگاره‌ای از یک لوکوموتیو سری جی‌ئی یو۳۰سی متعلق به راه‌آهن ایران در حال انتقال بار سنگ آهن در منطقه‌ای بین بافق و یزد.